# 翔野葵
翔野 葵（しょうの あおい、1996年6月5日 - ）は、日本の俳優、モデル。ウイント所属。
愛知県出身。身長160cm、スリーサイズB:82cm、W:60cm、H:84cm。靴のサイズは23.5cm。

## 人物
特技は魚を捌くこと、服の速畳み。好きなアーティストはNEWS。
学生時代はハンドボール部。ポジションはポスト。
出身地である愛知県では、16年間よさこいに熱を注いでいた。
チャームポイントは一重と丸いおでこ。

## 出演

### テレビドラマ
- NTV「トドメの接吻」（2018年1月）
- NTV「PRINCE OF LEGEND」（2018年10月）－映画部員役
- フジテレビ系列 木曜劇場「SUPER RICH」（2021年10月14日〜）－スリースターブックスレギュラー社員役
- NHK「べらぼう〜蔦重栄華乃夢噺〜」第17回（2025年5月4日）- 耕書堂の客 役

### TV
- EX「全力坂」（2022年5月9,17,26日）

### 再現VTR
- EX「林修の今でしょ!講座」再現VTR（2020年6月）
- NTV「ザ!世界仰天ニュース」再現VTR （2021年4月20日） - OL 役
- NTV「ザ!世界仰天ニュース」再現VTR （2021年5月18日） - acoデカ盛り 役
- NTV「ザ!世界仰天ニュース」再現VTR （2022年3月15日） - 大食い女子 役
- NTV「ザ!世界仰天ニュース」再現VTR （2022年3月22日） - 仰天大好き女子 役
- CX「全力!脱力タイムズ」（2022年4月1日） - 就活生 役

### 配信
- Y!mobile「恋のはじまりは放課後のチャイムから」（2018年2月） - ゆり 役
- YouTube「OLD ROOTS」 短編ホラー「黒い客」（2020年10月） - 智子 役
- ABEMA「30までにとうるさくて」（2022年1月〜） - レギュラー社員 役
- ABEMA「ニューヨーク恋愛市場」（2022年4月#26） - 彼女 役
- ABEMA「ニューヨーク恋愛市場」（2022年6月#36） - 彼女 役
- ABEMA「ニューヨーク恋愛市場」（2022年9月#44） - 彼女 役
- ABEMA「ニューヨーク恋愛市場」（2022年11月#49） - 彼女 役

### CM
- au「意識高すぎ高杉くん 転校生」篇
- かっぱ寿司「食べホーリニューアル」
- TBC「HIKARI BEAUTY 3」
- 昭和てんぷら粉「本物には印がある」篇
- ジョージア「あれ、何してるの?」篇
- 粧美堂ふたえのり「TWOOL」How to動画
- SUZUKI「ワゴンRスマイル登場」篇
- アットプレス「伝説のカレー篇」
- ことらのある生活 ＜友達との割り勘＞ WEBCM
- 日本データー【医療篇】支えよう、医療。 TV-CM
- Google Chrome「 だんぜん、Chrome | パスワード管理篇 」WEB-CM
- ポニークリーニング 【ポニポニ♪】 TV-CM
- ベルシステム24 ブランドムービー「その声に、どうこたえるか。」
- リンデロンVs 「春夏秋冬リンデロン篇」 TV-CM
- 阿佐ヶ谷飲み屋さん祭りイメージモデル
- 日本コカ・コーラ「アクエリアスNEWATER」WEB-CM
- アサヒグループホールディングス「カティサーク」WEB-CM[1]
- 眼鏡市場「鼻ストレス解放メガネ」TV-CM[2]

### MV
- UNIONE（ユニオネ）「アマンテ」（2019年6月）
- 鈴木瑛美子「A New Story」（2022年3月）

### 舞台
- 「パズル」（2018年8月）－矢田 役
- 「男はツラいかも～ケン坊見聞録～」（2019年2月、Air studio）
- 劇団夜想会「祖国への挽歌～日系マフィア ジョーの伝説～」（2019年6月、俳優座劇場）
- WINTARTS 2nd STAGE「謝罪会見プランナー」（2019年12月、新宿角座）－【脚本：石田明(NON STYLE)／演出：長谷川優貴(クレオパトラ/エンニュイ)】
- 言の葉の庭〜The Garden of Words〜 －寺本梨花役（2023年11月、ステラボール）[2]